# Сънна парализа
Сънна парализа е парализа свързана със съня, която може да се срещне при здрави хора или може да е свързана с нарколепсията, катаплексията или халюцинации. Оригиналното определение за сънна парализа е класифицирана от д-р Самюел Джонсън в неговия Речник на английския език като „кошмар“, термин, който се развива в съвременната дефиниция. За това състояние се е смятало, че е предизвиквано от демони (например - инкуби), на които се е приписвало, че са сядат върху гръдния кош на спящия. На староанглийски името на тези същества е било mare или mære (от прото-германски -  *marōn), оттук идва частта mare в английската дума за кошмар – nightmare. Смята се, че думата е етимологично сродна с гръцкото Марон (Marōn) (в „Одисея“ на Омир) и санскритското Мара (Māra-демон). Има данни, че по време на това състояния хора вярващи в божествеността на Христос, само при мисълта за него, излизат мигновено от преживяването.
Патологическата физиология при това състояние е тясно свързана с нормална хипотония, която се среща по време на БДО сънищата (фазата на бързо движение на очите). Когато се смята за болест, изолираната сънна парализа се класифицира като MeSH D020188. Някои данни показват, че в някои случаи може да бъде и симптом на мигрена.

## Медицина

### Възможни причини
Според някои доклади различни фактори увеличават вероятността от парализа и халюцинации. Те включват:
- Спане по гръб
- Повишаване на стреса
- Внезапни промени на околната среда или промяна в начина на живот
- Осъзнат сън, който веднага въвежда в епизода
- Прекомерна консумация на алкохол, съчетан с липсата на достатъчно сън

### Симптоми и характеристики
В проучвания от Канада, Китай, Англия, Япония и Нигерия 20% до 60% от хората са преживявали сънна парализа поне веднъж в живота си. Седагат-Хамедани Ф. и др. са проучили преобладаването на сънната парализа сред иранските студенти по медицина. 24,1% от тях са преживявали сънна парализа поне веднъж в живота си. Подобни резултати са докладвани и между японските, нигерийските, кувейтските и американските студенти. 
Много хора, които влизат в сънна парализа страдат и от наркоплесия. Физиологично сънната парализа е тясно свързана с БДО-атония, парализата, която се среща, като естествена част от БДО. Сънната парализа се среща или на заспиване, или на събуждане. Заспивайки човек остава в съзнание, докато тялото прекратява работата си и започва БДО-сън, това се нарича хипнагогична или предсънна (predormtial) парализа. Събуждайки се, става наясно, че това се случва, преди БДО-цикълът да е завършен, - нарича се хипнопомична или следсънна (postdormital) парализа. Парализата може да трае от няколко секунди до няколко минути, но в някои редки случаи - с часове, при което „човек може да изпита панически симптоми“. Както корелацията на БДО-съня предполага, парализата не е изцяло завършена; с помощта на ЕОГ (електроокулограма) се вижда, че движението на очите е възможно по време на такива епизоди. Когато няма нарколепсия, сънната парализа е свързана с изолираната сънна парализа (ИСП).
Парализата може да бъде придружена с ужасяващи халюцинации (хипнопомия или хипнагогия) и силно усещане на опасност. Сънната парализа е особено плашеща за човека, заради яркостта на тези халюцинации. Елементът на халюцинации в сънната парализа кара човекът още повече да интерпретира преживяването като сън, тъй като напълно измислени или мечтани предмети могат да се появят в стаята, наред с обичайните неща. Някои учени допускат, че това състояние е възможна причина за твърдения за отвличания от извънземни или призрачни срещи. Проучване от Сюсън Блекмор и Маркус Кокс от Университета на Западна Англия подкрепя предложението, че докладите за отвличания от извънземни са свързани със сънната парализа.
Много възприятия, свързани със сънната парализа (висцерално бръмчене, развълнувано психическо състояние и самата парализа) също представляват често срещана фаза в ранната прогресия на епизоди. Умственият фокус варира между двете състояния; хората, които страдат от парализа са склонни да се фиксират върху възстановяваща операция на тялото, докато предмети от извънтелесните епизоди са възприемани като нееквивалентност с тялото.

### Лечение
Лечението започва с търпеливо проучване на сънните етапи и за мускулна атония, проявяваща се при БДО-сън. Препоръчва се пациентите да бъдат изследвани за наркоплесия, ако симптомите продължават.

## Фолклор

### Европа
- В унгарската култура сънната парализа се нарича lidércnyomás („lidérc“ – натискане) и митичният му причинител може да бъде причислен към свръхестествените същества, редом с „lidérc“ (видение, дух), „boszorkány“ (вещица), „tündér“ (фея) или „ördögszerető“ (човек, който обича демоните). Самата дума „boszorkány“ идва от турския корен „bas-“, което означава „да натисна“.
- В исландската култура сънната парализа обикновено се нарича „Mara“ (произходът на думата кошмар (nightmare) идва от английската сродна дума на името ѝ). Вярва се, че гоблин или сукуб, т.е. демон-прелъстител на мъжете (тъй като обикновено има образа на жена) причиняват кошмарите. Други европейски култури споделят варианти от същия фолклор, наричайки демонични причинител с различни, но вероятно сродни имена, например прото-германски: marōn; староанглисйки: mære; немски: Mahr; холандски: nachtmerrie; исландски, фаронес и шведски: mara; датски: mare; норвежки: маре; староирландски: morrigain; хърватски, сръбски, словенски: môra, български: мара, полски: mara; френски: cauchemar, румънски: moroi; чешки: můra, словашки: mora, гръцки: μόρα. Във финския и шведския фолклор сънната парализа е причинена от кобила, свръхестествено същество, свързано с инкуби и сукуби. Кобилата, според тези вярвания, е осъдена жена, която е прокълната и тялото ѝ се носи мистериозно, докато спи, без тя не забелязва, при което посещава селяни и сяда на ребрата им, докато те спят, което ги кара да сънуват кошмари. Шведският филм Marianne проучва фолклора, свързан със сънната парализа.

### Африка
- В африканската култура ИСП често е свързвана с „вещицата яха гърба ти“.
- В зимабвийската култура думата madzikirira е използвана за нещо, което натиска някого надолу. Това най-вече се свързва с духовния свят, в който особено зъл дух се опитва да използва жертвата си за някаква зла цел.

### Америка
- В Мексико се вярва, че това състояние е причинено от духа на починал човек, който лежи върху гърдите на сънуващия и той не може да се движи. Хората познават това като „Subirse el Muerto“ (Умрял човек върху теб).
- В много южни части на Съединените щати, феноменът е познат като „hag“ (старица) и за това „преживяване“ се е вярвало, че е знак за наближаваща трагедия или инцидент. По време на съдебния процес на Салемските вещици, няколко души разказват за нападения по време на сън от различни предполагаеми вещици, сред които и Бриджит Бишоп, което са вероятни случаи на сънната парализа.
- В Нюфаундленд феноменът е познат като „The Old Hag“' (букв. Старата старица). Във фолклора демонична старица може да бъде призована, за да нападне, като проклятие. В книгата си Ужасът идва през нощта Дейвид Хъфорд пише, че в местната култура начина да я извикаш е да кажеш Господнята молитва наобратно. Градска легенда характерна и за Северна Каролина и Джорджия разказва за негативната фигура на една старица, която напускала физическото си тяло през нощта и сядала на гърдите на жертвите си. Жертвата обикновено се събужда с чувство за страх, диша трудно, заради усещането на тежка невидима тежест на гърдите си и е неспособен да помръдне т.е. има сънна парализа. Това кошмарно преживяване е описано като „яхнат от старица“. Подобно суеверие битува и във Великобритания.

### Азия и Океания
- В арабската култура сънната парализа се нарича Kaboos (арабски: كابوس), буквално означава „натиска“ или Ja-thoom (арабски: جاثوم), буквално „Това, което седи тежко на нещо“, въпреки че терминът Kaboos се използва също и за лош сън. Във фолклора из арабските страни kaboos се смята за shayṭān или ‘ifrīt, който седи тежко върху гърдите на хората.
- В Турция и други преобладаващо ислямски страни, сънната парализа се нарича карабасан (karabasan - „тъмният натисквач/убиец“) и е близка с други истории за демонични посещения, по време на сън. Демонът, познат като джин (cin на турски) идва в стаята на жертвата, държи я долу много силно и не ѝ позволява да направи каквото и да е движение, после започва да души жертвата. За да се отърве от демоничните създания, човек трябва да се моли на Аллах с определени редове от Корана. Вярва се, че е същество, което напада хората, докато спят, натискайки ги силно върху гърдите и крадейки въздуха им. Обаче легендите не разказват за причината демонът да прави това. В персийската култура се знае като bakhtak (персийски: بختک), подобно на дух същество, което кара хората да не могат да дишат.
- В китайската култура сънната парализа е известна под името „鬼壓身/鬼压身“ (пинин: guǐ yā shēn) или „鬼壓床/鬼压床“ (пинин: guǐ yā chuáng), което буквално преведено значи „дух натискащ тялото“ или „дух натискащ леглото“. По-модерният термин е „夢魘/梦魇“ (пинин: mèng yǎn). В японската сънната парализа се свърза с канашибари (金縛り, буквално „ограничение или завързан за метал“ от „кин“ (метал) и „шибару“ (връзвам). Този термин понякога се ползва и от англоговорещи автори, за да обяснят за явлението за академично проучване или физическата литература. В корейската -  gawi nulim (Хангъл: 가위눌림) буквално означаващо „натискан надолу от дух“. Често се свързва със суеверни вярвания, че духът или призракът лежи на върха или натиска страдащия.

- Във виетнамската култура сънната парализа се свързва с ma đè, което означава „държан от дух“ или bóng đè – „държан от сянка“. В камбоджийската и тайландската култура сънната парализа се нарича phǐǐ am and khmout sukkhot. Описва се като случка, в която човекът спи и сънува, че един или повече духове са наблизо или дори, че го/я държат. Страдащият обикновено мисли, че е буден, но неспособен да мръдне или да издаде някакъв шум. Това не бива да се бърка с pee khao and khmout jool, обладаване от дух.
- В Нова Гвинея хората свързват това явление с Suk Ninmyo, за който се е вярвало, че е произлязъл от свещени дървета, които използват човешка есенция, за да поддържат живота си. Вярва се, че дърветата се хранят от човешка есенция нощем, за да не бъдат притеснявани от дневния живот на човеците, но понякога хората се събуждат неестествено по време на храненето, резултатът е парализата.
- На Малайския полуостров сънната парализа се знае като kena tindih (или ketindihan в Индонезия), което означава „натискан“. Инцидентите често са възприемани, като дело на зло влияние. Във филипинската култура bangungut е традиционно описван като кошмар. Хора, които твърдят, че са оцелели от такива сънища са докладвали преживяване на сънната парализа.
- Във Фиджи преживяването е интерпретирано, като кана теворо, което значи да бъдеш „изяден“ от демон. В много случаи демонът може да бъде духът на починал близък, който се е върнал за несвършена работа или да съобщи някои важни за живите новини. Често хора, спящи близо до измъчвания човек казват „каниа, каниа!“, което означава „яж, яж!“ в опит да удължат обладанието за шанс да говорят с мъртвите си роднини или дух и търсят отговори защо тя или той са се върнали.

- В Бангладеш явлението на сънната парализа е свързвано с boba, което значи „онемял“, заради това, че хората не могат да мръднат или дори да говорят, дори и да искат. В Пакистан сънната парализа е смятана за среща със Сатаната, зъл джин или демон, който е обладал едно тяло. Мюсюлмански духовници (имами, суфи, молли, факири) правят екзорсизъм на хора, смятани за обладани. Домовете, къщите, сградите и земите са благославяни и осветявани от молите или имамите, четейки Корана и Езана (Урду: أَذَان).

|  | Тази страница частично или изцяло представлява превод на страницата Sleep paralysis в Уикипедия на английски. Оригиналният текст, както и този превод, са защитени от Лиценза „Криейтив Комънс – Признание – Споделяне на споделеното“, а за съдържание, създадено преди юни 2009 година – от Лиценза за свободна документация на ГНУ. Прегледайте историята на редакциите на оригиналната страница, както и на преводната страница, за да видите списъка на съавторите. ВАЖНО: Този шаблон се отнася единствено до авторските права върху съдържанието на статията. Добавянето му не отменя изискването да се посочват конкретни източници на твърденията, които да бъдат благонадеждни. |